# ベルンハルト・クロル
ベルンハルト・クロル（Bernhard Krol、1920年6月24日 - 2013年4月17日）は、ドイツの作曲家・ホルン奏者。
ベルリン出身。11歳の時より作曲を始め、ホルンの学習と並行してウィーンでヨーゼフ・ルーファーに作曲を師事した。ウィーンとベルリンでの音楽教育が終了した後に、1945年から1962年までベルリン・フィルハーモニー管弦楽団のホルン奏者となり、1962年から1979年までシュトゥットガルト放送交響楽団のホルン奏者を務めた。1981年にドイツ連邦共和国功労勲章を受章し、1990年には教授の称号を受けた。
作曲家としては、師のヨーゼフ・ルーファーから十二音技法の洗礼を受けたものの、マックス・レーガーやパウル・ヒンデミットの伝統に連なる調性に基づいた音楽を書いた。番号のある作品は180曲ほどあるが、そのほとんどは教会音楽で、オルガン曲、合唱曲、ミサ曲、管弦楽曲、室内楽曲などがある。2007年に多年にわたる教会音楽への貢献により、教皇ベネディクト16世から聖シルベストロ教皇騎士団勲章を与えられた。
2013年、死去。